# Malva (film fra 1957)
Malva (russisk: Мальва) er en sovjetisk spillefilm fra 1957 instrueret af Vladimir Braun. Filmen er baseret på Maksim Gorkijs historier  Malva og To vagabonder.
Filmens kvindelige hovedrolle blev spillet af Dzidra Ritenberga, der for sin præstation modtog prisen “Bedste kvindelige hovedrolle” ved filmfestivalen i Venedig 1957.

## Handling
Filmen handler om rivalisering mellem far og søn om kærligheden til en kvinde. 
Bonden Vasilij flyttede fra sin landsby og forlod sin kone og søn Jakov Yakov, for at begynde et liv som fisker. Han møder den smukke Malva, som han lever et fredfyldt liv sammen med og glemmer sin familie. Jakov vokser op og bliver overbevist om det nytteløse i landsbylivet og rejser derfor til sin far. Forholdet mellem Jakov og Malva fører til konflikter mellem far og søn …

## Medvirkende
- Dzidra Ritenberga — Malva
- Pavel Usovenitjenko — Vasilij
- Anatolij Ignatjev — Jakov
- Gennadij Jukhtin — Serjozjka
- Arkadij Tolbuzin